# Baltimore Ravens 2021
La stagione 2021 dei Baltimore Ravens è stata la 26ª della franchigia nella National Football League, la 14ª con John Harbaugh come capo-allenatore.
La squadra batté diversi record NFL in questa stagione. Il 23 agosto i Ravens e John Harbaugh stabilirono un record per vittorie consecutive nella pre-stagione con 20, superando i Green Bay Packers di Vince Lombardi con una vittoria sul Washington Football Team. Il 26 settembre il placekicker Justin Tucker batté il primato per il più lungo field goal della storia, segnando da 66 yard mentre il tempo andava esaurendosi e battendo i Detroit Lions 19–17. La settimana successiva, il 3 ottobre, i Ravens pareggiarono il record per il maggior numero di gare consecutive con 100 yard corse come squadra con 43 (pareggiando i rivali di division degli Steelers) nella vittoria per 23–7 sui Denver Broncos.
Tuttavia malgrado l'avere iniziato la stagione con un record di 8–3, i Ravens collassarono nel finale, perdendo tutte le ultime sei partite, di cui cinque per 8 punti complessivi. Fu la prima stagione con un record negativo dal 2015, finendo ultimi nella AFC North per la prima volta dal 2007 e non raggiungendo i playoff per la prima volta dal 2017. Fu la prima volta nell'era di Lamar Jackson che i Ravens non si qualificarono per i playoff.
La stagione vide gli infortuni di diversi giocatori chiave, incluso perdere J.K. Dobbins, Gus Edwards, L.J. Fort e Marcus Peters prima dell'inizio dell'annata e perdere Ronnie Stanley, Marlon Humphrey, Derek Wolfe, DeShon Elliott e altri durante la stagione, mentre il quarterback Lamar Jackson saltò le ultime quattro partite per un infortunio alla caviglia. I Ravens conclusero con 19 atleti in lista infortunati, il massimo della lega. Fu solamente la seconda volta che la difesa della squadra non ebbe alcun giocatore convocato per il Pro Bowl (l'altra fu nel 2005).

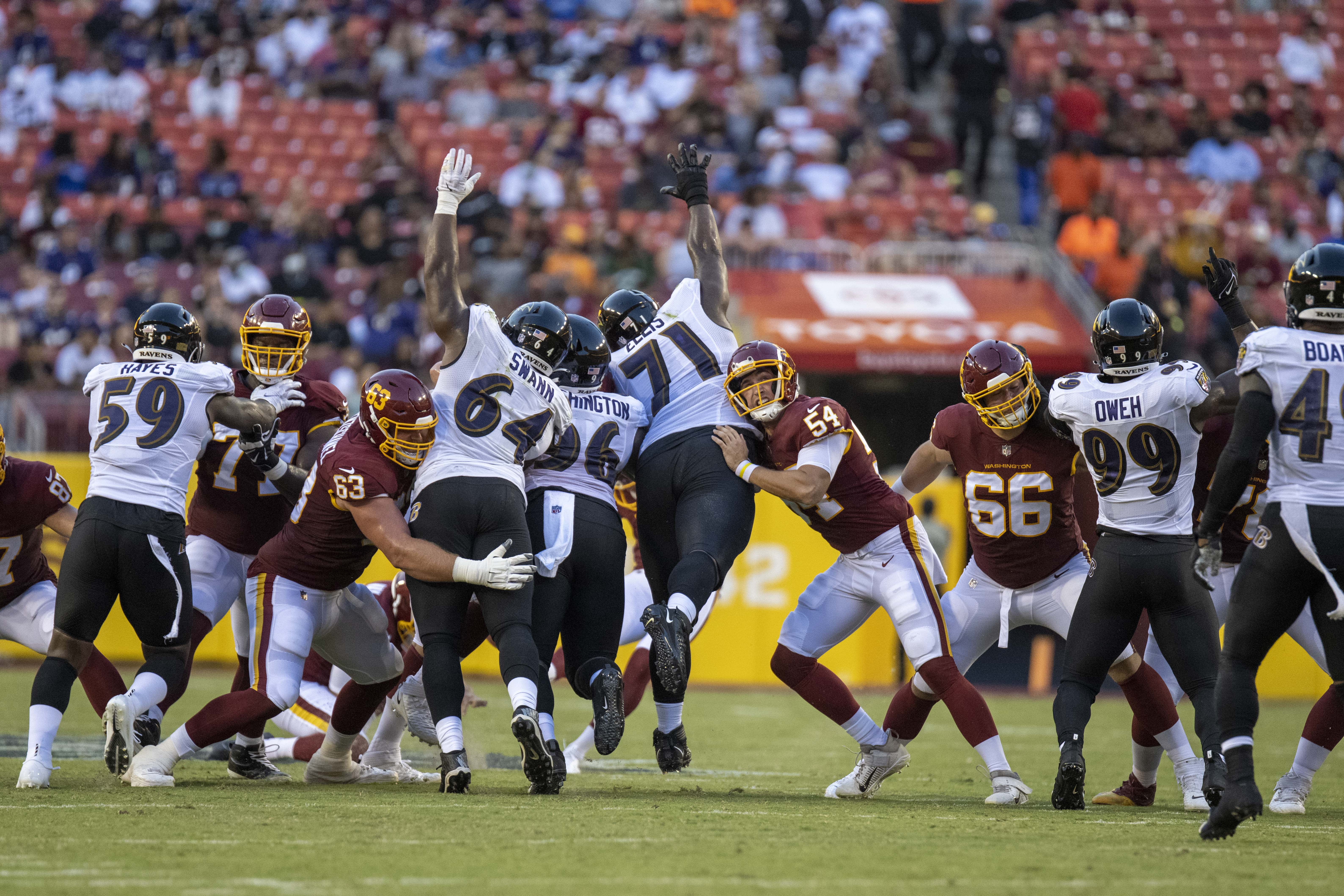
Baltimore contro Washington nella pre-stagione 2021

## Scelte nel Draft 2021
| Scelte dei Ravens nel Draft 2020 |        |                  |       |                |
| Giro                             | Scelta | Giocatore        | Ruolo | College        |
| 1                                | 27     | Rashod Bateman   | WR    | Minnesota      |
| 1                                | 31     | Odafe Oweh       | OLB   | Penn State     |
| 3                                | 94     | Ben Cleveland    | OG    | Georgia        |
| 3                                | 104    | Brandon Stephens | CB    | SMU            |
| 4                                | 131    | Tylan Wallace    | WR    | Oklahoma State |
| 5                                | 160    | Shaun Wade       | CB    | Ohio State     |
| 5                                | 171    | Daelin Hayes     | OLB   | Notre Dame     |
| 5                                | 184    | Ben Mason        | TE    | Michigan       |

## Roster
| Roster dei Baltimore Ravens nel 2021 |
| --- |
| Quarterback - 2 Tyler Huntley - 8 Lamar Jackson Running Back - 35 Gus Edwards - 43 Justice Hill - 42 Patrick Ricard - 34 Ty'Son Williams Wide Receiver - 5 Marquise Brown - 13 Devin Duvernay - 11 James Proche - 16 Tylan Wallace - 14 Sammy Watkins Tight End - 89 Mark Andrews - 86 Nick Boyle - 84 Josh Oliver - 85 Eric Tomlinson Offensive Linemen - 77 Bradley Bozeman C - 66 Ben Cleveland G - 63 Trystan Colon-Castillo C - 65 Patrick Mekari C - 74 Tyre Phillips T - 72 Ben Powers G - 79 Ronnie Stanley T - 78 Alejandro Villanueva T - 70 Kevin Zeitler G Defensive Linemen - 93 Calais Campbell DE - 92 Justin Madubuike DE - 96 Broderick Washington Jr. DE - 98 Brandon Williams NT - 95 Derek Wolfe DE Linebacker - 49 Chris Board ILB - 54 Tyus Bowser OLB - 45 Jaylon Ferguson OLB - 40 Malik Harrison ILB - 59 Daelin Hayes OLB - 50 Justin Houston OLB - 99 Odafe Oweh OLB - 6 Patrick Queen ILB - 57 Kristian Welch ILB Defensive Back - 23 Anthony Averett CB - 36 Chuck Clark SS - 32 DeShon Elliott FS - 44 Marlon Humphrey CB - 24 Marcus Peters CB - 22 Jimmy Smith CB - 21 Brandon Stephens FS - 26 Geno Stone FS - 47 Ar'Darius Washington FS - 30 Chris Westry CB - 25 Tavon Young CB Special Team - 4 Sam Koch P - 46 Nick Moore LS - 9 Justin Tucker K Lista delle riserve - 56 Otaro Alaka ILB (IR) - 12 Rashod Bateman WR (IR) - 80 Miles Boykin WR (IR) - 97 Aaron Crawford NT (IR) - 17 Deon Cain WR (IR) - 27 J.K. Dobbins RB (IR) - 31 Khalil Dorsey CB (IR) - 3 L.J. Fort ILB (IR) - 60 Ja'Wuan James OT (NF-Inj.) - 91 Xavier Kelly DT (IR) - 37 Iman Marshall CB (IR) Squadra di allenamento - 58 Josh Bynes ILB - 68 Adrian Ealy OT - 71 Justin Ellis NT - 48 Blake Gallagher ILB - 41 Anthony Levine SS - 7 Trace McSorley QB - 10 Jaylon Moore WR - 83 Tony Poljan TE - 28 Jordan Richards FS - 76 Andre Smith OT - 94 Chris Smith OLB - 18 Johnny Townsend P - 15 Jake Verity K - 81 Binjimen Victor WR 53 attivi, 11 inattivi, 14 nella squadra di allenamento |
| Legenda - I rookie sono in corsivo. - Il primo ruolo è il principale mentre gli eventuali successivi indicano i ruoli secondari. - (IR) sta per Injured Reserve ed indica la lista ristretta per un solo giocatore infortunato che può tornare ad allenarsi dopo la settimana 6 e a rientrare in prima squadra dopo che questa ha giocato 8 partite. - (NF-Inj.) / (NF-Ill.) stanno rispettivamente per Non-Football Injured e Non-Football Illness ed indicano le liste dove viene inserito un giocatore che ha un infortunio o una malattia non dipendente dal football americano. - (PUP) sta per Physically Unable to Perform ed indica la lista dove viene inserito un giocatore mentre è in attesa di recuperare la condizione fisica. Nella stagione regolare dopo la sesta partita giocata dalla propria squadra, il giocatore ha tempo tre settimane per riprendere ad allenarsi, più tre settimane aggiuntive dal suo rientro agli allenamenti per rientrare in prima squadra. |

## Calendario
| Stagione regolare |                    |                        |                    |                    |                            |                    |
| Turno             | Data               | Avversario             | Risultato          | Record             | Stadio                     | Sintesi            |
| 1                 | 13 settembre       | at Las Vegas Raiders   | S 27–33 (dts)      | 0–1                | Allegiant Stadium          | Recap              |
| 2                 | 19 settembre       | Kansas City Chiefs     | V 36–35            | 1–1                | M&T Bank Stadium           | Recap              |
| 3                 | 26 settembre       | at Detroit Lions       | V 19–17            | 2–1                | Ford Field                 | Recap              |
| 4                 | 3 ottobre          | at Denver Broncos      | V 23–7             | 3–1                | Empower Field at Mile High | Recap              |
| 5                 | 11 ottobre         | Indianapolis Colts     | V 31–25 (dts)      | 4–1                | M&T Bank Stadium           | Recap              |
| 6                 | 17 ottobre         | Los Angeles Chargers   | V 34–6             | 5–1                | M&T Bank Stadium           | Recap              |
| 7                 | 24 ottobre         | Cincinnati Bengals     | S 17–41            | 5–2                | M&T Bank Stadium           | Recap              |
| 8                 | Settimana di pausa | Settimana di pausa     | Settimana di pausa | Settimana di pausa | Settimana di pausa         | Settimana di pausa |
| 9                 | 7 novembre         | Minnesota Vikings      | V 34–31 (dts)      | 6–2                | M&T Bank Stadium           | Recap              |
| 10                | 11 novembre        | at Miami Dolphins      | S 10–22            | 6–3                | Hard Rock Stadium          | Recap              |
| 11                | 21 novembre        | at Chicago Bears       | V 16–13            | 7–3                | Soldier Field              | Recap              |
| 12                | 28 novembre        | Cleveland Browns       | V 16–10            | 8–3                | M&T Bank Stadium           | Recap              |
| 13                | 5 dicembre         | at Pittsburgh Steelers | S 19–20            | 8–4                | Heinz Field                | Recap              |
| 14                | 12 dicembre        | at Cleveland Browns    | S 22–24            | 8–5                | FirstEnergy Stadium        | Recap              |
| 15                | 19 dicembre        | Green Bay Packers      | S 30–31            | 8–6                | M&T Bank Stadium           | Recap              |
| 16                | 26 dicembre        | at Cincinnati Bengals  | S 21–41            | 8–7                | Paul Brown Stadium         | Recap              |
| 17                | 2 gennaio          | Los Angeles Rams       | S 19–20            | 8–8                | M&T Bank Stadium           | Recap              |
| 18                | 9 gennaio          | Pittsburgh Steelers    | S 13–16 (dts)      | 8–9                | M&T Bank Stadium           | Recap              |

Note: gli avversari della propria division sono in grassetto.

## Premi

### Premi settimanali e mensili
- ̈Odafe Oweh

difensore della AFC della settimana 2
- Justin Tucker:

giocatore degli special team della AFC della settimana 3
- Lamar Jackson

giocatore offensivo della AFC della settimana 5